# Oratorio di Sant'Antonio Abate (Pescia)
L'oratorio di Sant'Antonio Abate si trova a Pescia, in provincia di Pistoia, diocesi di Pescia.

## Storia e descrizione
Fondato nella seconda metà del XIV secolo dall'ordine degli Antoniani, è stato inglobato nel 1775 nell'ospedale dei Santi Cosma e Damiano. È caratterizzato da una semplice facciata in pietra squadrata.
L'interno, a croce latina con navata unica, è coperto da un tetto a capriate lignee e termina con abside rettangolare affrescata. Di notevole interesse è il gruppo ligneo raffigurante la Deposizione del Cristo nel transetto sinistro (XIII secolo). Nel transetto destro si conserva la Crocifissione di Gesù tra i santi Antonio Abate e Paolo eremita di Alessandro Bardelli (prima metà del XVII secolo). 
Di notevole interesse è la decorazione pittorica dell'arco trionfale e della zona presbiteriale, eseguita da Bicci di Lorenzo tra il 1421 e il 1436.

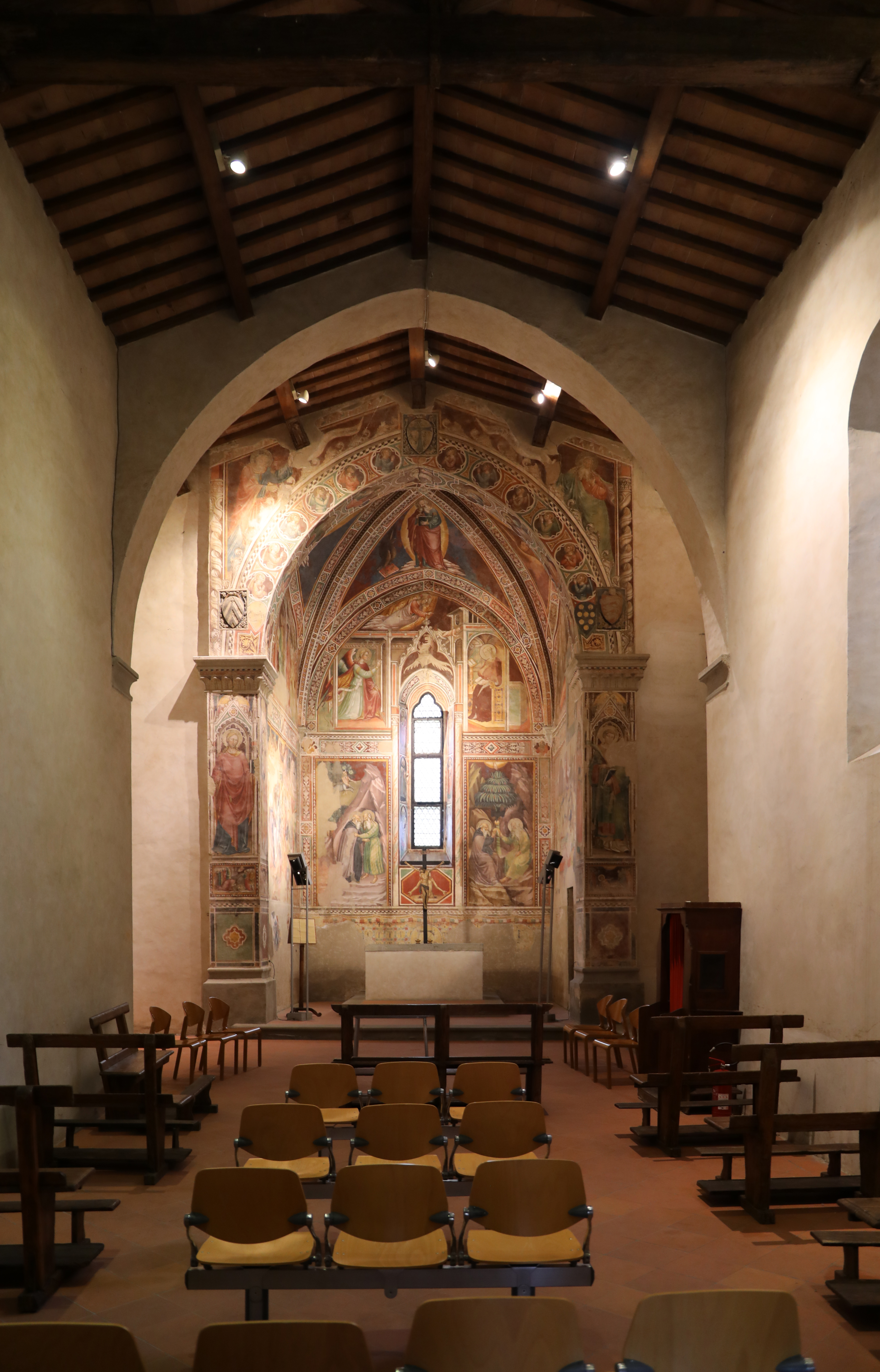
Interno
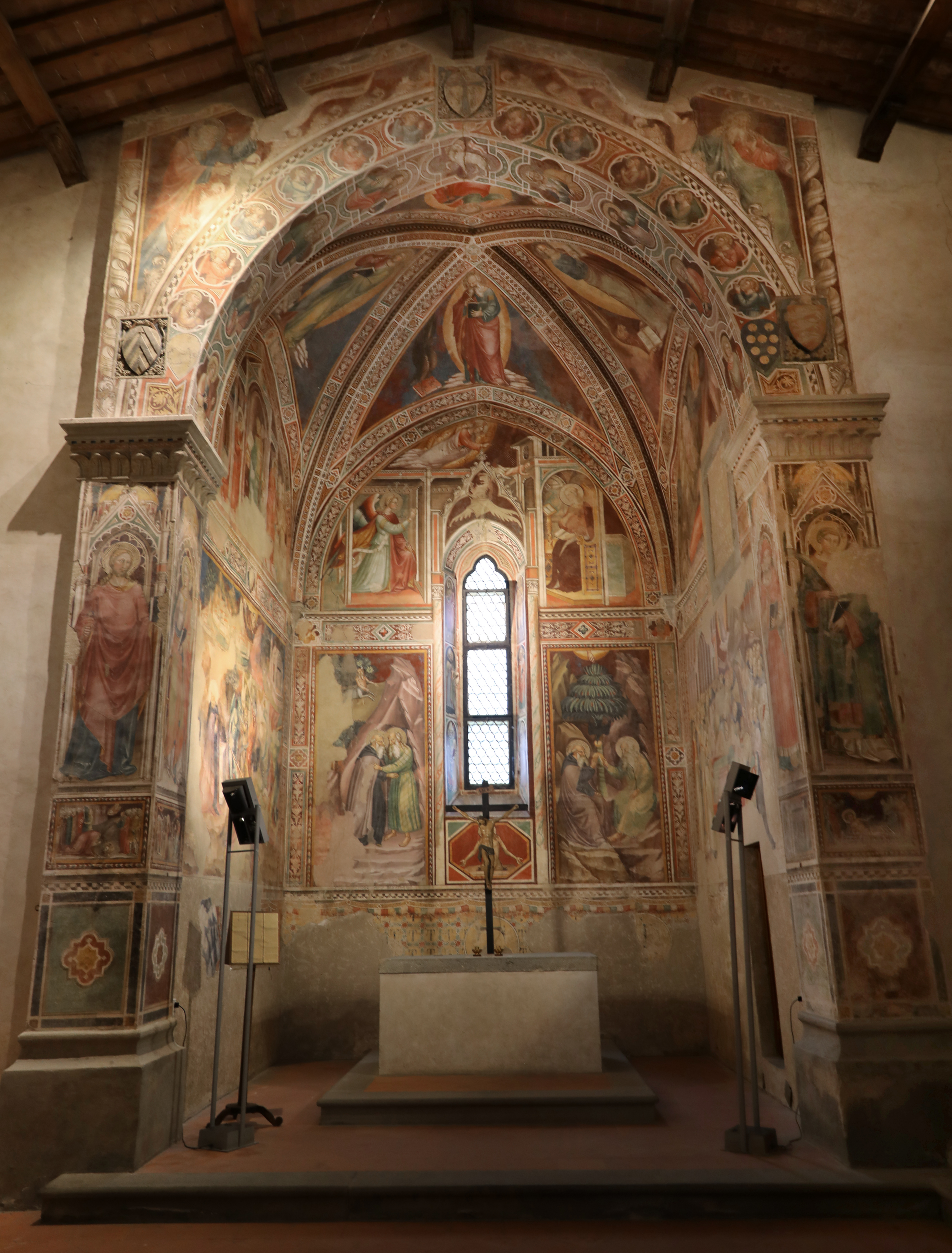
Storie di sant'Antonio abate e santi, affreschi attribuiti a Bicci di Lorenzo
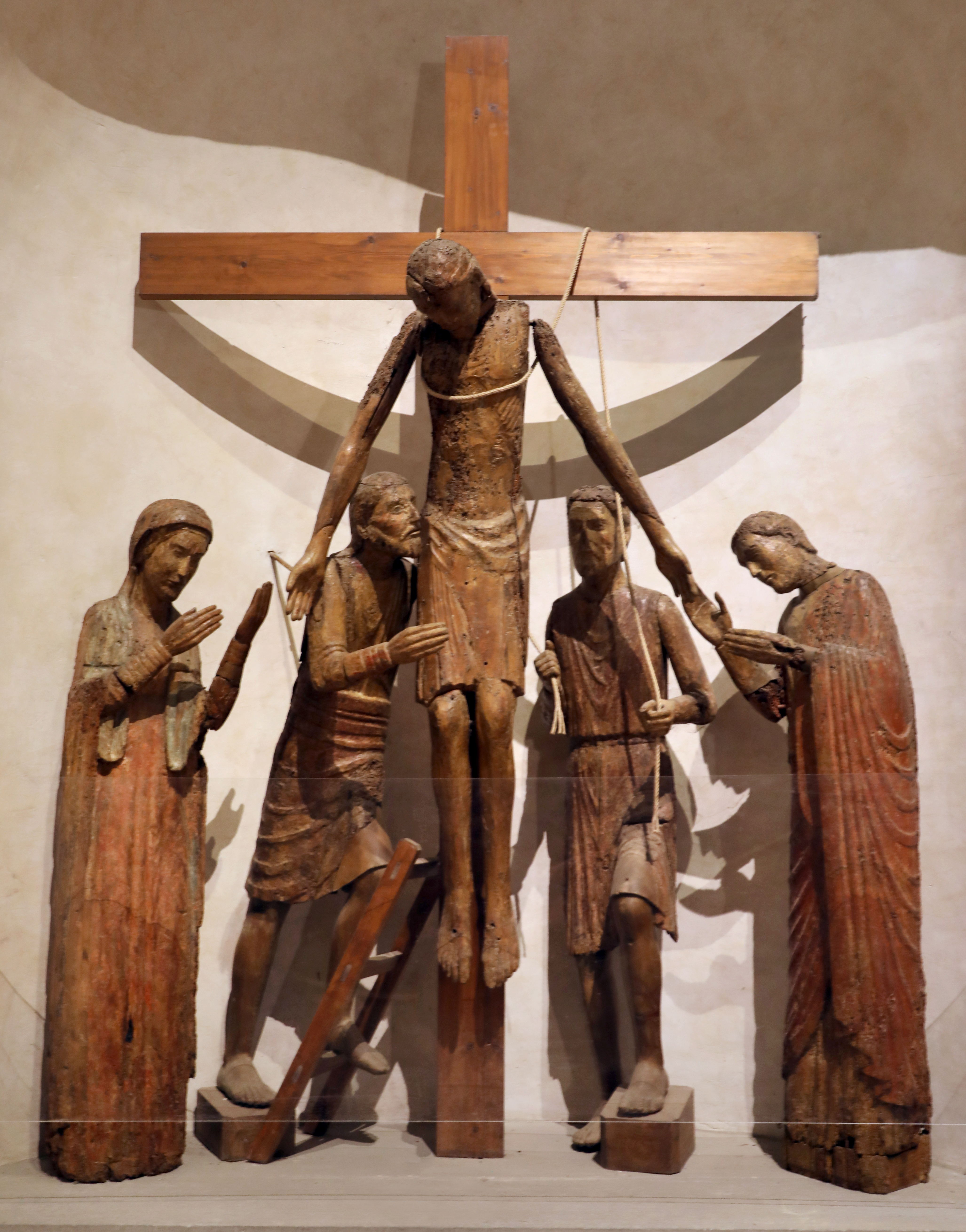
Deposizione lignea della seconda metà de sec. XIII